# František Křišťál
František Křišťál (14. ledna 1915 Žižkov – ?) byl český fotbalista, útočník. Jeho polorodým bratrem byl fotbalista Antonín Křišťál.

## Fotbalová kariéra
V československé lize hrál za Viktorii Žižkov a za SK Židenice. V nejvyšší soutěži nastoupil v 92 utkáních a dal 28 gólů.

## Ligová bilance
| Ročník                       | Zápasy | Góly | Klub            |
| ---------------------------- | ------ | ---- | --------------- |
| 1. asociační liga 1933/34    | 4      | 1    | Viktoria Žižkov |
| Státní liga 1936/37 (fotbal) | 20     | 4    | Viktoria Žižkov |
| Státní liga 1937/38 (fotbal) | 12     | 0    | Viktoria Žižkov |
| Státní liga 1938/39 (fotbal) | 11     | 6    | Viktoria Žižkov |
| Národní liga 1939/40         | 20     | 8    | Viktoria Žižkov |
| Národní liga 1940/41         | 14     | 6    | Viktoria Žižkov |
| Národní liga 1941/42         | 6      | 2    | SK Židenice     |
| Národní liga 1942/43         | 5      | 1    | SK Židenice     |
| CELKEM                       | 92     | 28   |                 |